# Brigitte Giraud
Brigitte Giraud (Sidi-Bel-Abbès, 1960) è una scrittrice francese, autrice di romanzi e racconti, vincitrice nel 2022 del Premio Goncourt per il suo romanzo Vivre vite.

## Biografia
Nata nel 1960, a Sidi-Bel-Abbès, all'epoca Algeria francese, Brigitte Giraud è cresciuta in Francia a Rillieux-la-Pape prima di stabilirsi a Lione. Ha studiato inglese, tedesco e arabo.

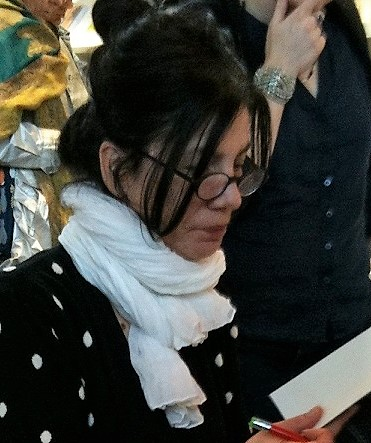
Brigitte Giraud nel 2012

Libraia, giornalista, scrive e inizia a pubblicare alla fine degli anni '90. Nel 2001 ha ricevuto la menzione speciale del Premio Wepler per À présent. Ha vinto il premio Goncourt per racconti nel 2007 per la sua raccolta L'amour est très surestimé, poi il premio Jean-Giono per Un anno straniero nel 2009. I suoi libri sono stati tradotti in una ventina di paesi.
Il suo romanzo Pas d'espérance è stato adattato da France 2 (trasmesso nel 2014), diretto da Thierry Binisti, con Isabelle Carré e Grégory Fitoussi nei ruoli principali.
È autrice di un'opera teatrale, Il giorno in cui Maud saltava, pubblicata nella raccolta Scandale da L'avant-scène theatre nel 2016, e rappresentata al Théâtre des Mathurins, a Parigi, nel gennaio 2017, nell'ambito del " Parigi delle donne".
Dal 2010 al 2016 ha diretto la collana di letteratura “La Forêt” presso le edizioni Stock, dove ha pubblicato Fabio Viscogliosi, Dominique A, Sébastien Berlendis, Mona Thomas, Carole Allamand, Karin Serres, Anne Savelli, Lionel Tran e Denis Michelis.
Il suo romanzo Un loup pour l'homme è stato pubblicato da Flammarion nel 2017 ed è oggetto di una lettura musicale con i musicisti Bastien Lallemant e Sébastien Souchois. Se ne vuol fare un film.
Il 3 novembre 2022 ha vinto il Prix Goncourt 2022, con il suo racconto Vivre vite, che ripercorre l'incidente in cui è morto suo marito, nel 1999, all'età di 41 anni.. È la tredicesima donna a ricevere questo premio in centoventi anni (dal 1903). Viene premiata al quattordicesimo turno di scrutinio, a causa di un conteso confronto con l'opera molto diversa di Giuliano da Empoli Il mago del Cremlino.

## Vita privata
Giraud vive a Lione.

## Opere

### Romanzi e racconti
- 1997: La Chambre des Parents, Fayard
- 1999: Nico, Magazzino
- 2001: À presente, Stock
- 2004: Maree noire, Azione
- 2005: J'apprends, Stock
- 2009: Une année étrangère, Stock
- 2011: Pas d'inquiétude, Azione
- 2013: Avoir un corps, Stock
- 2015: Nous serons des héros, Stock
- 2017: Un loup pour l'homme, Flammarion
- 2019: Jour de Courage, Flammarion
- 2022: Vivre vite, Flammarion (vincitore del Prix Goncourt)
- 2022: Porté disparu, l'École des loisirs

### Racconti brevi

#### Collezioni
- 2007: L'amour est très surestimé, Stock ISBN 9782234059252 - Goncourt de la nouvelle 2007 - Bourse Goncourt de la Nouvelle
- 2010: Avec les garçons, seguito da Le Garçon, J'ai lu, ISBN 9782290027325

#### Partecipazione
- 2004: "Bowling" in Tout sera comme avant, collectif, Verticales, ISBN 2-84335-198-7 - dall'omonimo album di Dominique A
- 2004: Un racconto in Dix ans sous la Bleue , collettivo, Stock

## Premi e riconoscimenti
- 1997 – Prix Littéraire des Étudiants per La Chambre des Parents
- 2000 – Premio Lettres frontière Rhône-Alpes per Nico
- 2007 – Premio Goncourt de la nouvelle per L'amour est très surestimé
- 2009 – Prix du jury Jean-Giono per Une année étrangère
- 2014 – Ufficiale dell'Ordre des Arts et des Lettres
- 2022 – Premio Goncourt per Vivre vite